# Arahatti, Navalgund
Arahatti là một làng thuộc tehsil Navalgund, huyện Dharwad, bang Karnataka, Ấn Độ.